# Petrea
Genre
Petrea est un genre de liane vivace originaire de l'Amérique centrale. Les feuilles sont de texture.
Carl von Linné l'a nommé Petrea en l'honneur de Robert James Petre qui fut un mécène de la botanique.

## Liste d'espèces
Selon ITIS :
- Petrea volubilis L. syn. Petrea kahautiana C. Presl., Petrea arborea Kunth., Petrea aspera Turcz.

## Autres espèces
- Petrea blanchetiana Schauer syn. Petrea algentryi Moldenke, Petrea peruviana Moldenke, Petrea obtusifolia Benth.
- Petrea bracteata Steud., syn. Petrea martiana Schauer, Petrea schomburgkiana Schauer
- Petrea denticulata Schrad.
- Petrea insignis Schauer
- Petrea macrostachya Benth.
- Petrea pubescens Turcz., syn. Petrea glandulosa
- Petrea racemosa Nees. & Mart.
- Petrea rugosa Kunth
- Petrea subserrata Cham.
- Petrea vincentina Turcz.